# Dissotrocha macrostyla
Dissotrocha macrostyla är en hjuldjursart som först beskrevs av Ehrenberg 1838.  Dissotrocha macrostyla ingår i släktet Dissotrocha och familjen Philodinidae. Arten är reproducerande i Sverige.

## Underarter
Arten delas in i följande underarter:
- D. m. macrostyla
- D. m. tuberculata